# Orphin
Orphin és un municipi francès, situat al departament d'Yvelines i a la regió de Illa de França. L'any 2007 tenia 925 habitants.
Forma part del cantó de Rambouillet, del districte de Rambouillet i de la Comunitat d'aglomeració Rambouillet Territoires.

## Demografia

### Població
El 2007 la població de fet d'Orphin era de 925 persones. Hi havia 324 famílies, de les quals 52 eren unipersonals (44 homes vivint sols i 8 dones vivint soles), 112 parelles sense fills, 140 parelles amb fills i 20 famílies monoparentals amb fills.
La població ha evolucionat segons el següent gràfic:
Habitants censats

### Habitatges
El 2007 hi havia 383 habitatges, 332 eren l'habitatge principal de la família, 20 eren segones residències i 30 estaven desocupats. 347 eren cases i 35 eren apartaments. Dels 332 habitatges principals, 270 estaven ocupats pels seus propietaris, 55 estaven llogats i ocupats pels llogaters i 7 estaven cedits a títol gratuït; 1 tenia una cambra, 19 en tenien dues, 36 en tenien tres, 53 en tenien quatre i 223 en tenien cinc o més. 283 habitatges disposaven pel capbaix d'una plaça de pàrquing. A 103 habitatges hi havia un automòbil i a 219 n'hi havia dos o més.

### Piràmide de població
La piràmide de població per edats i sexe el 2009 era:
| Homes | Edats   | Dones |
| ----- | ------- | ----- |
| 0     | 95 o +  | 0     |
| 0     | 90 a 94 | 0     |
| 0     | 85 a 89 | 0     |
| 4     | 80 a 84 | 8     |
| 8     | 75 a 79 | 16    |
| 20    | 70 a 74 | 8     |
| 16    | 65 a 69 | 24    |
| 16    | 60 a 64 | 24    |
| 24    | 55 a 59 | 32    |
| 52    | 50 a 54 | 40    |
| 32    | 45 a 49 | 20    |
| 56    | 40 a 44 | 32    |
| 36    | 35 a 39 | 48    |
| 12    | 30 a 34 | 36    |
| 24    | 25 a 29 | 28    |
| 36    | 20 a 24 | 36    |
| 16    | 15 a 19 | 24    |
| 20    | 10 a 14 | 36    |
| 52    | 5 a 9   | 24    |
| 24    | 0 a 4   | 28    |

## Economia
El 2007 la població en edat de treballar era de 608 persones, 462 eren actives i 146 eren inactives. De les 462 persones actives 443 estaven ocupades (226 homes i 217 dones) i 19 estaven aturades (7 homes i 12 dones). De les 146 persones inactives 49 estaven jubilades, 63 estaven estudiant i 34 estaven classificades com a «altres inactius».

### Ingressos
El 2009 a Orphin hi havia 344 unitats fiscals que integraven 972,5 persones, la mediana anual d'ingressos fiscals per persona era de 26.129 €.

### Activitats econòmiques
Dels 31 establiments que hi havia el 2007, 2 eren d'empreses de fabricació d'altres productes industrials, 4 d'empreses de construcció, 6 d'empreses de comerç i reparació d'automòbils, 2 d'empreses de transport, 4 d'empreses d'hostatgeria i restauració, 2 d'empreses d'informació i comunicació, 2 d'empreses financeres, 8 d'empreses de serveis i 1 d'una entitat de l'administració pública.
Dels 5 establiments de servei als particulars que hi havia el 2009, 1 era un guixaire pintor, 2 fusteries, 1 empresa de construcció i 1 restaurant.
L'any 2000 a Orphin hi havia 6 explotacions agrícoles que ocupaven un total de 864 hectàrees.

## Equipaments sanitaris i escolars
El 2009 hi havia una escola elemental.

## Poblacions més properes
El següent diagrama mostra les poblacions més properes.